# 7,5-cm-Sperrfeuerflak L/30
Die 7,5-cm-Sperrfeuerflak L/30 war eine Flugabwehrkanone des Deutschen Kaiserreiches, welche auf italienischen Beutegeschützen basierte und im Ersten Weltkrieg eingesetzt wurde.

## Entwicklung
Mit dem Kriegseintritt Italiens 1915 gegen die Mittelmächte, gelang es dem deutschen Alpenkorps einige italienische Geschütze zu erbeuten. Darunter auch die Cannone da 75/27 modello 06 und die Cannone da 75/27 modello 11. Da das Deutsche Kaiserreich immer mehr Flugabwehrgeschütze benötigte, nutzte man diese Geschütze und baute sie um. Ende 1917 entstand dann aus der 7,5-cm-Feldkanone Modell 1906 und der 7,5-cm-Feldkanone Modell 1911 die 7,5-cm-Sperrfeuerflak L/30.

## Technische Beschreibung
Die Umbauten zur Flugabwehrkanone beinhalteten einige Veränderungen an der ursprünglichen Feldkanone. So wurden an der Unterlafette der Geschützschild, die Räder, die Fahrbremse, die Sitze, sowie die Zieleinrichtung entfernt und die Radachse als Schildzapfen auf ein spezielles Schießgerüst gebettet. Der nach hinten hängende Lafettenschwanz ruhte auf zwei Lagerbolzen, welche durch zwei Trägerarme am Geschützträger gesteckt wurden. An diesen Trägerarmen gab es drei Bohrungen für die Bolzen, wodurch der Höhenrichtbereich schnell in großen Schritten geändert werden konnte. Auf dieser Lafettenkonstruktion war es möglich, das Geschütz zwischen +15 Winkelgrad und +75 Winkelgrad zu erhöhen.
Die Lafettenkonstruktion stand auf einer Drehbühne. Diese ruhte auf einem Sockel, welcher aus einer Stahlrohrsäule mit einem Holzgerüst bestand. Damit war es möglich, das Geschütz seitlich um 360 Winkelgrad zu drehen. Die Bedienmannschaft stand auf einer Plattform, welche sich mit dem Geschütz drehte und der Geschützmannschaft die Bedienung der Flugabwehrkanone erleichterte. Da das Geschütz als Sperrfeuerflak eingesetzt wurde, verfügte es über keinerlei Zielvorrichtung zum direkten Richten.
Das Geschützrohr verfügte über einen Schubkurbelverschluss mit einem rechts- und linksseitigen Abzug. Weiterhin war das Geschütz mit einer Rückstoßbremse und einem Federvorholer, welcher das Geschützrohr nach der Schussabgabe wieder in seine Ausgangsposition zurück schob, ausgestattet. Die verschossene Munition stammte aus erbeuteten italienischen Beständen und wog 6,5 kg. Eine eingespielte Mannschaft erreichte dabei bis zu 15 Schuss pro Minute.
Auf der Lafettenkonstruktion war das Geschütz nicht mobil und wurde als ortsfeste Flak eingesetzt. In der Feuerstellung wog das Geschütz 2,02 t. Bei einer Mündungsgeschwindigkeit von 510 m/s betrug die maximale Reichweite 7,6 km, die maximale Steighöhe lag bei 4 km.

## Einsatz
Zum Einsatz kam die 7,5-cm-Sperrfeuerflak L/30 nur im deutschen Hoheitsgebiet und wurde als Sperrfeuergeschütz ortsfest verwendet. Zwar war dies nur eine Aushilfskonstruktion einfachster Art, da sich das deutsche Hinterland immer mehr durch Bomberangriffe bedroht sah, war eine derartige Konstruktion nötig. So waren provisorisch umgebaute Feldkanonen auf Sonderlafetten in den letzten Kriegsjahren häufig als Flugabwehrkanonen im deutschen Gebiet anzutreffen.